# Melipona
Melipona es un género de himenópteros apócritos de la familia Apidae, que contiene unas cuarenta especies o más. Su distribución geográfica abarca desde Argentina (las provincias de Tucumán y Misiones), hasta México (Sinaloa, Tamaulipas, la península de Yucatán), pasando por Bolivia, Brasil, Colombia, Cuba, Perú, Ecuador, Paraguay, Venezuela, distribuido por toda la región Neotropical.

## Taxonomía
Etimología
El género Melipona: del griego meli (μέλι) = miel y ponos (πόνος) = trabajo.[cita requerida]
Sistemática
El número de especies depende de la fuente taxonómica usada. Comprende:
| Ilustración | Nombre binomial Autor                             | Número de subespecies | Referencia | Referencia | Referencia | Estado de conservación | Comentarios |
| Ilustración | Nombre binomial Autor                             | Número de subespecies | COL        | ITIS       | NCBI       | Estado de conservación | Comentarios |
| ----------- | ------------------------------------------------- | --------------------- | ---------- | ---------- | ---------- | ---------------------- | ----------- |
|             | Melipona amazonica Schulz, 1905                   | Ninguna               | Sí         | Sí         | Sí         | Especie no evaluada    |             |
|             | Melipona ambigua Roubik y Camargo, 2012           | Ninguna               | Sí         | Sí         | No         | Especie no evaluada    |             |
|             | Melipona apiformis (Buysson, 1892)                | Ninguna               | Sí         | Sí         | No         | Especie no evaluada    |             |
|             | Melipona asilvai Moure, 1971                      | Ninguna               | Sí         | Sí         | Sí         | Especie no evaluada    |             |
|             | Melipona baeri Vachal, 1904                       | Ninguna               | Sí         | Sí         | No         | Especie no evaluada    |             |
|             | Melipona beecheii Bennett, 1831                   | Ninguna               | Sí         | Sí         | No         | Especie no evaluada    |             |
|             | Melipona belizeae Schwarz, 1932                   | Ninguna               | Sí         | Sí         | No         | Especie no evaluada    |             |
|             | Melipona bicolor Lepeletier, 1836                 | 2 (Detalle)           | Sí         | Sí         | Sí         | Especie no evaluada    |             |
|             | Melipona boliviana Schwarz, 1932                  | Ninguna               | Sí         | Sí         | No         | Especie no evaluada    |             |
|             | Melipona brachychaeta Moure, 1950                 | Ninguna               | Sí         | Sí         | Sí         | Especie no evaluada    |             |
|             | Melipona bradleyi Schwarz, 1932                   | Ninguna               | Sí         | Sí         | Sí         | Especie no evaluada    |             |
|             | Melipona capixaba Moure y Camargo, 1995           | Ninguna               | Sí         | Sí         | Sí         | Especie no evaluada    |             |
|             | Melipona captiosa Moure, 1962                     | Ninguna               | Sí         | Sí         | Sí         | Especie no evaluada    |             |
|             | Melipona carrikeri Cockerell, 1920                | Ninguna               | Sí         | Sí         | No         | Especie no evaluada    |             |
|             | Melipona colimana Ayala, 1999                     | Ninguna               | Sí         | Sí         | Sí         | Especie no evaluada    |             |
|             | Melipona compressipes (Fabricius, 1804)           | Ninguna               | Sí         | Sí         | Sí         | Especie no evaluada    |             |
|             | Melipona costaricensis Cockerell, 1920            | Ninguna               | Sí         | Sí         | Sí         | Especie no evaluada    |             |
|             | Melipona cramptoni Cockerell, 1920                | Ninguna               | Sí         | Sí         | No         | Especie no evaluada    |             |
|             | Melipona crinita Moure y Kerr, 1950               | Ninguna               | Sí         | Sí         | Sí         | Especie no evaluada    |             |
|             | Melipona dubia Moure y Kerr, 1950                 | Ninguna               | Sí         | Sí         | No         | Especie no evaluada    |             |
|             | Melipona eburnea Friese, 1900                     | Ninguna               | Sí         | Sí         | Sí         | Especie no evaluada    |             |
|             | Melipona fallax Camargo y Pedro, 2008             | Ninguna               | Sí         | Sí         | No         | Especie no evaluada    |             |
|             | Melipona fasciata Latreille, 1811                 | Ninguna               | Sí         | Sí         | Sí         | Especie no evaluada    |             |
|             | Melipona fasciculata Smith, 1854                  | Ninguna               | Sí         | Sí         | Sí         | Especie no evaluada    |             |
|             | Melipona favosa (Fabricius, 1798)                 | Ninguna               | Sí         | Sí         | Sí         | Especie no evaluada    |             |
|             | Melipona flavolineata Friese, 1900                | Ninguna               | Sí         | Sí         | Sí         | Especie no evaluada    |             |
|             | Melipona fuliginosa Lepeletier, 1836              | Ninguna               | Sí         | Sí         | Sí         | Especie no evaluada    |             |
|             | Melipona fulva Lepeletier, 1836                   | Ninguna               | Sí         | Sí         | Sí         | Especie no evaluada    |             |
|             | Melipona fuscata Lepeletier, 1836                 | Ninguna               | Sí         | Sí         | No         | Especie no evaluada    |             |
|             | Melipona fuscopilosa Moure y Kerr, 1950           | Ninguna               | Sí         | Sí         | Sí         | Especie no evaluada    |             |
|             | Melipona grandis Guérin-Méneville, 1844           | Ninguna               | Sí         | Sí         | Sí         | Especie no evaluada    |             |
|             | Melipona illota Cockerell, 1919                   | Ninguna               | Sí         | Sí         | Sí         | Especie no evaluada    |             |
|             | Melipona illustris Schwarz, 1932                  | Ninguna               | Sí         | Sí         | Sí         | Especie no evaluada    |             |
|             | Melipona indecisa Cockerell, 1920                 | Ninguna               | Sí         | Sí         | No         | Especie no evaluada    |             |
|             | Melipona insularis Roubik y Camargo, 2012         | Ninguna               | Sí         | Sí         | No         | Especie no evaluada    |             |
|             | Melipona interrupta Latreille, 1811               | Ninguna               | Sí         | Sí         | Sí         | Especie no evaluada    |             |
|             | Melipona lateralis Erichson, 1848                 | Ninguna               | Sí         | Sí         | Sí         | Especie no evaluada    |             |
|             | Melipona lunulata Friese, 1900                    | Ninguna               | Sí         | Sí         | No         | Especie no evaluada    |             |
|             | Melipona lupitae Ayala, 1999                      | Ninguna               | Sí         | Sí         | No         | Especie no evaluada    |             |
|             | Melipona mandacaia Smith, 1863                    | Ninguna               | Sí         | Sí         | Sí         | Especie no evaluada    |             |
|             | Melipona marginata Lepeletier, 1836               | 2 (Detalle)           | Sí         | Sí         | Sí         | Especie no evaluada    |             |
|             | Melipona melanopleura Lepeletier, 1836            | Ninguna               | No         | No         | Sí         | Especie no evaluada    |             |
|             | Melipona melanoventer Schwarz, 1932               | Ninguna               | Sí         | Sí         | Sí         | Especie no evaluada    |             |
|             | Melipona merrillae Lepeletier, 1836               | Ninguna               | No         | No         | Sí         | Especie no evaluada    |             |
|             | Melipona micheneri Schwarz, 1951                  | Ninguna               | Sí         | Sí         | Sí         | Especie no evaluada    |             |
|             | Melipona mimetica Cockerell, 1914                 | Ninguna               | Sí         | Sí         | Sí         | Especie no evaluada    |             |
|             | Melipona mondury Smith, 1863                      | Ninguna               | Sí         | Sí         | Sí         | Especie no evaluada    |             |
|             | Melipona nebulosa Camargo, 1988                   | Ninguna               | Sí         | Sí         | Sí         | Especie no evaluada    |             |
|             | Melipona nigrescens Friese, 1900                  | Ninguna               | Sí         | Sí         | No         | Especie no evaluada    |             |
|             | Melipona nitidifrons Benoist, 1933                | Ninguna               | Sí         | Sí         | No         | Especie no evaluada    |             |
|             | Melipona obscurior Moure, 1971                    | Ninguna               | Sí         | Sí         | No         | Especie no evaluada    |             |
|             | Melipona ogilviei Schwarz, 1932                   | Ninguna               | Sí         | Sí         | Sí         | Especie no evaluada    |             |
|             | Melipona orbignyi (Guérin-Méneville, 1844)        | Ninguna               | Sí         | Sí         | Sí         | Especie no evaluada    |             |
|             | Melipona panamica Cockerell, 1920                 | Ninguna               | Sí         | Sí         | Sí         | Especie no evaluada    |             |
|             | Melipona paraensis Ducke, 1916                    | Ninguna               | Sí         | Sí         | No         | Especie no evaluada    |             |
|             | Melipona peruviana Friese, 1900                   | Ninguna               | Sí         | Sí         | No         | Especie no evaluada    |             |
|             | Melipona phenax Cockerell, 1920                   | Ninguna               | Sí         | Sí         | No         | Especie no evaluada    |             |
|             | Melipona puncticollis Friese, 1902                | Ninguna               | Sí         | Sí         | No         | Especie no evaluada    |             |
|             | Melipona quadrifasciata Lepeletier, 1836          | 2 (Detalle)           | Sí         | Sí         | Sí         | Especie no evaluada    |             |
|             | Melipona quinquefasciata Lepeletier, 1836         | Ninguna               | Sí         | Sí         | No         | Especie no evaluada    |             |
|             | Melipona rufescens Friese, 1900                   | Ninguna               | Sí         | Sí         | No         | Especie no evaluada    |             |
|             | Melipona rufiventris Lepeletier, 1836             | Ninguna               | Sí         | Sí         | Sí         | Especie no evaluada    |             |
|             | Melipona salti Schwarz, 1932                      | Ninguna               | Sí         | Sí         | No         | Especie no evaluada    |             |
|             | Melipona schwarzi Moure, 1963                     | Ninguna               | Sí         | Sí         | No         | Especie no evaluada    |             |
|             | Melipona scutellaris Latreille, 1811              | Ninguna               | Sí         | Sí         | Sí         | Especie no evaluada    |             |
|             | Melipona seminigra Friese, 1903                   | 4 (Detalle)           | Sí         | Sí         | Sí         | Especie no evaluada    |             |
|             | Melipona solani Cockerell, 1912                   | Ninguna               | Sí         | Sí         | Sí         | Especie no evaluada    |             |
|             | Melipona subnitida Ducke, 1911                    | Ninguna               | Sí         | Sí         | Sí         | Especie no evaluada    |             |
|             | Melipona titania Gribodo, 1893                    | Ninguna               | Sí         | Sí         | Sí         | Especie no evaluada    |             |
|             | Melipona torrida Friese, 1917                     | Ninguna               | Sí         | Sí         | No         | Especie no evaluada    |             |
|             | Melipona trinitatis Cockerell, 1920               | Ninguna               | Sí         | Sí         | No         | Especie no evaluada    |             |
|             | Melipona triplaridis Cockerell, 1925              | Ninguna               | Sí         | Sí         | Sí         | Especie no evaluada    |             |
|             | Melipona tumupasae Schwarz, 1932                  | Ninguna               | Sí         | Sí         | Sí         | Especie no evaluada    |             |
|             | Melipona variegatipes Gribodo, 1893               | Ninguna               | Sí         | Sí         | Sí         | Especie no evaluada    |             |
|             | Melipona yucatanica Camargo, Moure y Roubik, 1988 | Ninguna               | Sí         | Sí         | Sí         | Especie no evaluada    |             |